# EPrix van New York 2018
De ePrix van New York 2018 werd gehouden over twee races op 14 en 15 juli 2018 op het Brooklyn Street Circuit. Dit waren de elfde en twaalfde en tevens laatste races van het derde Formule E-seizoen.
De eerste race werd gewonnen door Audi Sport ABT Schaeffler-coureur Lucas di Grassi, die zijn tweede zege van het seizoen behaalde. Zijn teamgenoot Daniel Abt eindigde op de tweede plaats, terwijl Renault e.Dams-coureur Sébastien Buemi, die de race vanaf pole position startte, derde werd. Techeetah-coureur Jean-Éric Vergne eindigde als vijfde, wat hem genoeg voorsprong op zijn laatste concurrent Sam Bird (DS Virgin Racing) opleverde om tot kampioen gekroond te worden.
De tweede race werd gewonnen door Vergne, terwijl Di Grassi en Abt tweede en derde werden. Audi Sport ABT Schaeffler behaalde hierdoor genoeg punten om Techeetah voorbij te gaan in het constructeurskampioenschap om deze zo voor de eerste keer te winnen.

## Race 1

### Kwalificatie
| Pos                 | No | Coureur                | Team                      | Q1        | Q2       | Grid |
| ------------------- | -- | ---------------------- | ------------------------- | --------- | -------- | ---- |
| 1                   | 9  | Sébastien Buemi        | Renault e.Dams            | 1:14.178  | 1:13.911 | 1    |
| 2                   | 20 | Mitch Evans            | Panasonic Jaguar Racing   | 1:14.050  | 1:14.465 | 2    |
| 3                   | 8  | Nicolas Prost          | Renault e.Dams            | 1:14.198  | 1:14.921 | 3    |
| 4                   | 7  | Jérôme d'Ambrosio      | Dragon Racing             | 1:14.121  | 1:15.391 | 4    |
| 5                   | 66 | Daniel Abt             | Audi Sport ABT Schaeffler | 1:13.981  | 1:16.579 | 5    |
| 6                   | 3  | Nelson Piquet jr.      | Panasonic Jaguar Racing   | 1:14.203  |          | 6    |
| 7                   | 6  | José María López       | Dragon Racing             | 1:14.244  |          | 7    |
| 8                   | 5  | Maro Engel             | Venturi Formula E Team    | 1:14.292  |          | 8    |
| 9                   | 4  | Tom Dillmann           | Venturi Formula E Team    | 1:14.304  |          | 9    |
| 10                  | 23 | Nick Heidfeld          | Mahindra Racing           | 1:14.322  |          | 10   |
| 11                  | 1  | Lucas di Grassi        | Audi Sport ABT Schaeffler | 1:14.325  |          | 11   |
| 12                  | 28 | António Félix da Costa | MS&AD Andretti Formula E  | 1:14.382  |          | 12   |
| 13                  | 36 | Alex Lynn              | DS Virgin Racing          | 1:14.473  |          | 13   |
| 14                  | 2  | Sam Bird               | DS Virgin Racing          | 1:14.484  |          | 14   |
| 15                  | 68 | Luca Filippi           | NIO Formula E Team        | 1:14.523  |          | 15   |
| 16                  | 19 | Felix Rosenqvist       | Mahindra Racing           | 1:14.825  |          | 16   |
| 110%-tijd: 1:21.379 |    |                        |                           |           |          |      |
| 17                  | 27 | Stéphane Sarrazin      | MS&AD Andretti Formula E  | 1:26.036  |          | 17   |
| 18                  | 16 | Oliver Turvey          | NIO Formula E Team        | geen tijd |          | -    |
| 19                  | 25 | Jean-Éric Vergne       | Techeetah                 | geen tijd |          | 18   |
| 20                  | 18 | André Lotterer         | Techeetah                 | geen tijd |          | 19   |

### Race
| Pos | No | Coureur                | Team                      | Rondes | Tijd/Oorzaak uitval | Grid | Punten |
| --- | -- | ---------------------- | ------------------------- | ------ | ------------------- | ---- | ------ |
| 1   | 1  | Lucas di Grassi        | Audi Sport ABT Schaeffler | 43     | 1:02.30.054         | 11   | 25     |
| 2   | 66 | Daniel Abt             | Audi Sport ABT Schaeffler | 43     | +0.965              | 5    | 19     |
| 3   | 9  | Sébastien Buemi        | Renault e.Dams            | 43     | +2.583              | 1    | 18     |
| 4   | 4  | Tom Dillmann           | Venturi Formula E Team    | 43     | +4.090              | 9    | 12     |
| 5   | 25 | Jean-Éric Vergne       | Techeetah                 | 43     | +4.679              | 18   | 10     |
| 6   | 23 | Nick Heidfeld          | Mahindra Racing           | 43     | +5.142              | 10   | 8      |
| 7   | 18 | André Lotterer         | Techeetah                 | 43     | +5.810              | 19   | 6      |
| 8   | 5  | Maro Engel             | Venturi Formula E Team    | 43     | +6.312              | 8    | 4      |
| 9   | 2  | Sam Bird               | DS Virgin Racing          | 43     | +6.833              | 14   | 2      |
| 10  | 8  | Nicolas Prost          | Renault e.Dams            | 43     | +8.389              | 3    | 1      |
| 11  | 28 | António Félix da Costa | MS&AD Andretti Formula E  | 43     | +9.114              | 12   |        |
| 12  | 27 | Stéphane Sarrazin      | MS&AD Andretti Formula E  | 43     | +13.242             | 17   |        |
| 13  | 7  | Jérôme d'Ambrosio      | Dragon Racing             | 43     | +13.805             | 4    |        |
| 14  | 19 | Felix Rosenqvist       | Mahindra Racing           | 43     | +35.452             | 16   |        |
| 15  | 68 | Luca Filippi           | NIO Formula E Team        | 42     | +1 ronde            | 15   |        |
| DNF | 36 | Alex Lynn              | DS Virgin Racing          | 33     |                     | 13   |        |
| DNF | 6  | José María López       | Dragon Racing             | 30     |                     | 7    |        |
| DNF | 3  | Nelson Piquet jr.      | Panasonic Jaguar Racing   | 30     |                     | 6    |        |
| DNF | 20 | Mitch Evans            | Panasonic Jaguar Racing   | 0      |                     | 2    |        |
| DNS | 16 | Oliver Turvey          | NIO Formula E Team        | 0      | Blessure            | -    |        |

## Race 2

### Kwalificatie
| Pos                 | No | Coureur                | Team                      | Q1        | Q2        | Grid |
| ------------------- | -- | ---------------------- | ------------------------- | --------- | --------- | ---- |
| 1                   | 9  | Sébastien Buemi        | Renault e.Dams            | 1:18.139  | 1:17.973  | 1    |
| 2                   | 18 | André Lotterer         | Techeetah                 | 1:18.315  | 1:18.013  | 2    |
| 3                   | 25 | Jean-Éric Vergne       | Techeetah                 | 1:18.571  | 1:18.031  | 3    |
| 4                   | 66 | Daniel Abt             | Audi Sport ABT Schaeffler | 1:18.432  | 1:18.145  | 4    |
| 5                   | 1  | Lucas di Grassi        | Audi Sport ABT Schaeffler | 1:17.867  | geen tijd | 5    |
| 6                   | 20 | Mitch Evans            | Panasonic Jaguar Racing   | 1:18.580  |           | 6    |
| 7                   | 3  | Nelson Piquet jr.      | Panasonic Jaguar Racing   | 1:18.704  |           | 7    |
| 8                   | 2  | Sam Bird               | DS Virgin Racing          | 1:18.794  |           | 8    |
| 9                   | 19 | Felix Rosenqvist       | Mahindra Racing           | 1:18.828  |           | 9    |
| 10                  | 27 | Stéphane Sarrazin      | MS&AD Andretti Formula E  | 1:19.017  |           | 10   |
| 11                  | 6  | José María López       | Dragon Racing             | 1:19.114  |           | 11   |
| 12                  | 7  | Jérôme d'Ambrosio      | Dragon Racing             | 1:19.124  |           | 12   |
| 13                  | 23 | Nick Heidfeld          | Mahindra Racing           | 1:19.168  |           | 13   |
| 14                  | 4  | Tom Dillmann           | Venturi Formula E Team    | 1:19.365  |           | 14   |
| 15                  | 68 | Luca Filippi           | NIO Formula E Team        | 1:19.454  |           | 15   |
| 16                  | 8  | Nicolas Prost          | Renault e.Dams            | 1:19.529  |           | 16   |
| 17                  | 5  | Maro Engel             | Venturi Formula E Team    | 1:19.540  |           | 17   |
| 18                  | 36 | Alex Lynn              | DS Virgin Racing          | 1:19.658  |           | 19   |
| 110%-tijd: 1:25.654 |    |                        |                           |           |           |      |
| 19                  | 16 | Ma Qing Hua            | NIO Formula E Team        | 1:26.086  |           | 18   |
| 20                  | 28 | António Félix da Costa | MS&AD Andretti Formula E  | geen tijd |           | 20   |

### Race
| Pos | No | Coureur                | Team                      | Rondes | Tijd/Oorzaak uitval | Grid | Punten |
| --- | -- | ---------------------- | ------------------------- | ------ | ------------------- | ---- | ------ |
| 1   | 25 | Jean-Éric Vergne       | Techeetah                 | 43     | 1:01:38.089         | 3    | 25     |
| 2   | 1  | Lucas di Grassi        | Audi Sport ABT Schaeffler | 43     | +0.508              | 5    | 18     |
| 3   | 66 | Daniel Abt             | Audi Sport ABT Schaeffler | 43     | +1.287              | 4    | 16     |
| 4   | 9  | Sébastien Buemi        | Renault e.Dams            | 43     | +1.780              | 1    | 15     |
| 5   | 19 | Felix Rosenqvist       | Mahindra Racing           | 43     | +12.146             | 9    | 10     |
| 6   | 20 | Mitch Evans            | Panasonic Jaguar Racing   | 43     | +20.050             | 6    | 8      |
| 7   | 3  | Nelson Piquet jr.      | Panasonic Jaguar Racing   | 43     | +20.592             | 7    | 6      |
| 8   | 23 | Nick Heidfeld          | Mahindra Racing           | 43     | +24.275             | 13   | 4      |
| 9   | 18 | André Lotterer         | Techeetah                 | 43     | +28.821             | 2    | 2      |
| 10  | 2  | Sam Bird               | DS Virgin Racing          | 43     | +32.810             | 8    | 1      |
| 11  | 8  | Nicolas Prost          | Renault e.Dams            | 43     | +34.100             | 16   |        |
| 12  | 27 | Stéphane Sarrazin      | MS&AD Andretti Formula E  | 43     | +34.594             | 10   |        |
| 13  | 16 | Ma Qing Hua            | NIO Formula E Team        | 42     | +1 ronde            | 18   |        |
| 14  | 36 | Alex Lynn              | DS Virgin Racing          | 42     | +1 ronde            | 18   |        |
| 15  | 28 | António Félix da Costa | MS&AD Andretti Formula E  | 40     | +3 ronden           | 20   |        |
| DNF | 5  | Maro Engel             | Venturi Formula E Team    | 15     |                     | 17   |        |
| DNF | 68 | Luca Filippi           | NIO Formula E Team        | 7      | Schade ongeluk      | 15   |        |
| DNF | 7  | Jérôme d'Ambrosio      | Dragon Racing             | 6      | Ongeluk             | 12   |        |
| DNF | 6  | José María López       | Dragon Racing             | 5      | Ongeluk             | 11   |        |
| DNF | 4  | Tom Dillmann           | Venturi Formula E Team    | 4      |                     | 14   |        |

## Eindstanden na de race

### Coureurs
| Positie | Rijder           | Team                      | Punten |
| ------- | ---------------- | ------------------------- | ------ |
| 1       | Jean-Éric Vergne | Techeetah                 | 198    |
| 2       | Lucas di Grassi  | Audi Sport ABT Schaeffler | 144    |
| 3       | Sam Bird         | DS Virgin Racing          | 143    |
| 4       | Sébastien Buemi  | Renault e.Dams            | 125    |
| 5       | Daniel Abt       | Audi Sport ABT Schaeffler | 120    |

### Constructeurs
| Positie | Team                      | Punten |
| ------- | ------------------------- | ------ |
| 1       | Audi Sport ABT Schaeffler | 264    |
| 2       | Techeetah                 | 262    |
| 3       | DS Virgin Racing          | 160    |
| 4       | Mahindra Racing           | 138    |
| 5       | Renault e.Dams            | 133    |